# Сангаріус
Сангаріус (давньогрецький: Σαγγάριος) був фригійським річковим Богом грецької міфології. Він описується як син Океану і Тетісу і як чоловік Метопу. Він також є батьком Нана і, отже, дідом Аттиса. Річка Стамбул (в Фригії-Туреччина) сама по собі, як кажуть, отримала свою назву Sangas, який образив Рею і був покараний нею шляхом перетворення в воду.